# MTV Your Noise
MTV Your Noise è stato un programma televisivo musicale di MTV Italia in onda dal lunedì al venerdì alle 18.00 sulla rete. Il programma trasmetteva video musicali alternativi e ogni settimana sceglieva un preciso tema su cui poi sviluppare vari argomenti specifici.

## Storia

### La nascita e il primo cambiamento
Nato in origine come uno show in cui si succedevano videoclip a rotazione, dal 15 gennaio 2007 inizia ad essere condotto da un nuovo VJ della rete: Carlo Pastore. Nel programma, in ogni puntata, viene proposto un argomento che viene trattato durante l'intero episodio discutendo con ospiti del panorama musicale in studio e con i telespettatori da casa. Il programma continua per tutta la stagione per poi interrompersi a giugno e durante l'estate torna a trasmettere come un normale blocco di video a rotazione fino al mese di settembre 2007.

### Il secondo cambiamento inYour Noisee la fine
Il 24 settembre 2007 Our Noise riapre i battenti e lo studio viene completamente rinnovato per dare spazio a un'importante novità: viene infatti cambiato il nome del programma in Your Noise, senza però eliminare elementi del programma prima (il conduttore rimane sempre Carlo Pastore) ma solo aggiungendone dei nuovi.
Vengono introdotti gli ospiti in studio, dai più affermati (Jovanotti, Ben Harper, Pamela Des Barres) agli emergenti (prima apparizione televisiva italiana per MGMT e in assoluto per Il Genio). Inoltre il rapporto tra telespettatori e programma diventa ancora più interattivo di prima, con la creazione del blog del programma in cui ognuno può dire la propria su qualsiasi argomento e decidere quale sia il video più in voga del momento da vedere nella puntata finale della settimana.
Il programma ha chiuso i battenti definitivamente il 18 aprile 2008, dopo 235 puntate, permettendo a Carlo Pastore di iniziare la sua esperienza a TRL Italia.

## Sigla
La musica dello spot con i pupazzi di latta che si muovono meccanicamente a ritmo e anche la sigla del programma è di Kit Clayton "Material Problem".